# 加利奥
加利奥（義大利語：Gallio）是意大利维琴察省的一个市镇。总面积47平方公里，人口2483人，人口密度52.8人/平方公里（2009年）。ISTAT代码为024042。

## 友好城市
- 法國 于日讷